# Zygmuntów (Radomsko)
Pour les articles homonymes, voir Zygmuntów.
Zygmuntów (prononciation [zɨɡˈmuntuf]) est un village de la gmina de Gomunice, du powiat de Radomsko, dans la voïvodie de Łódź, situé dans le centre de la Pologne.
Il se situe à environ 6 kilomètres (km) à l'est de Gomunice (siège de la gmina), 14 kilomètres au nord-est de Radomsko (siège du powiat) et 69 kilomètres au sud de Łódź (capitale de la voïvodie).

## Administration
De 1975 à 1998, le village était attaché administrativement à l'ancienne voïvodie de Piotrków.

Depuis 1999, il fait partie de la nouvelle voïvodie de Łódź.